# Interviú FS
Inter FS is een Spaanse futsalclub uit Alcalá de Henares bij Madrid.
De club is in 1977 opgericht en hun thuisstadion is Pabellón Caja Madrid met een capaciteit van 4.500 toeschouwers.

## Verschillende sponsors
- 1977-79: Hora XXV
- 1979-81: Interviú Hora XXV
- 1981-91: Interviú Lloyd´s
- 1991-96: Interviú Boomerang
- 1996-99: Boomerang Interviú
- 1999-00: Airtel Boomerang
- 2000-02: Antena 3 Boomerang
- 2002-07: Boomerang Interviú
- 2007-08: Interviú Fadesa
- 2008-heden: Inter Movistar

## Erelijst
Nationaal
- División de Honor (13): 1989/90, 1990/91, 1995/96, 2001/02, 2002/03, 2003/04, 2004/05, 2007/08, 2013/14, 2014/15, 2015/16, 2016/17, 2017/18
- Copa de España (10): 1989/90, 1995/96, 2000/01, 2003/04, 2004/05, 2006/07, 2008/09, 2013/14, 2015/16, 2016/17
- Copa del Rey (1): 2014/15
- Supercopa (13): 1990, 1991, 1996, 2001, 2002, 2003, 2005, 2007, 2008, 2011, 2015, 2017, 2018
- Liga FEFS (6): 1983/84, 1984/85, 1985/86, 1986/87,1987/88, 1988/89
- Copa de España (FEFS) (3): 1983/84, 1985/86, 1987/88
- Campeonato de Clubs de España (3): 1979/80, 1980/81, 1981/82

Internationaal
- UEFA Futsal Cup (5): 2003/04, 2005/06, 2008/09, 2016/17, 2017/18
- European Champions Cup (1): 1990/91
- European Cup Winners' Cup (1): 2007/08
- Intercontinental Cup (5): 2005, 2006, 2007, 2008, 2011
- Iberian Cup (2): 2004, 2006